# Eccidio di Cadelbosco di Sotto
L'eccidio di Cadelbosco di Sotto fu un crimine di guerra perpetrato dai fascisti della compagnia Ordine Pubblico della Guardia Nazionale Repubblicana nell'omonima località alle prime ore del 28 febbraio 1945. Nel corso della rappresaglia fascista vennero fucilati dieci partigiani, tra cui l'Intendente del Comando di Piazza Paolo Davoli.

## Antefatti
La sera del 25 febbraio 1945 un autocarro di militi della Repubblica di Salò venne attaccato dai partigiani lungo la SS 63 tra Cadelbosco di Sotto e Santa Vittoria di Gualtieri. Nel corso dello scontro a fuoco furono uccisi tre repubblichini ed altri due rimasero feriti.

## L'eccidio
Alle prime ore del 28 febbraio gli uomini della compagnia Ordine Pubblico della Guardia Nazionale Repubblicana prelevarono dal carcere dei Servi di Reggio Emilia dieci partigiani qui reclusi. Il gruppo dei prigionieri era composto da cinque combattenti reggiani e cinque piacentini. Alcuni di essi, come Benassi, Davoli, Ferrari, Pagliani e Rigolli, avevano subito nei giorni precedenti da parte dei fascisti pesanti torture. I malcapitati vennero quindi condotti sul luogo dove tre giorni prima era avvenuto l'attacco e quivi vennero fucilati. Alcuni dei cadaveri, tra cui quello di Davoli, vennero infine oltraggiati e sfigurati.

## Vittime
- Erio Benassi "Tiziano", di Reggio Emilia, classe 1926;
- Paolo Davoli "Sertorio", di Reggio Emilia, classe 1900, decorato con la medaglia d'argento al valor militare;
- Tito Da Parma, di Cortemaggiore, classe 1907;
- Ferruccio Ferrari "Flavio", di Reggio Emilia, classe 1923;
- Andrea Garilli, di Farini, classe 1916;
- Salvatore Garilli, di Farini, classe 1915;
- Medardo Pagliani "Nereto" di Correggio, classe 1922;
- Fermo Pedrazzoli "Pollastri", di Rio Saliceto, classe 1893, decorato con la medaglia d'argento al valor militare;
- Luigi Rigolli "Pesaro", di Piacenza, classe 1902, decorato con la medaglia d'argento al valor militare;
- Amedeo Rossi, di Farini, classe 1917.

## Memoria
Il 28 febbraio 1965, in occasione del ventesimo anniversario dell'eccidio, fu inaugurato un monumento sul luogo del fatto.